# Liteni
Liteni est une ville du județ de Suceava, Moldavie, située dans le nord-est de la Roumanie. En 2011, elle comptait 9 596 habitants.

## Démographie
Lors du recensement de 2011, 97,25 % de la population se déclarent roumains (2,51 % ne déclarent pas d'appartenance ethnique et 0,22 % déclarent appartenir à une autre ethnie).

## Politique
| Parti | Parti                           | Conseillers |
| ----- | ------------------------------- | ----------- |
|       | Parti national libéral (PNL)    | 11          |
|       | Parti social-démocrate (PSD)    | 3           |
|       | Parti Mouvement populaire (PMP) | 2           |
|       | Indépendant                     | 1           |